# Campeonato Mundial de Atletismo Sub-20 de 2021 - Lançamento de dardo masculino
A prova do lançamento de dardo masculino do Campeonato Mundial de Atletismo Sub-20 de 2021 ocorreu entre os dias 18 e 20 de agosto de 2021 no Centro Esportivo Internacional Moi, em Nairóbi, no Quênia. 

## Recordes
Antes desta competição, os recordes mundiais e do campeonato nesta prova eram os seguintes:
|       | Nome          | Nacionalidade | Distância | Local     | Data                |
| ----- | ------------- | ------------- | --------- | --------- | ------------------- |
| WU20R | Neeraj Chopra | Índia         | 86.48 m   | Bydgoszcz | 23 de julho de 2016 |
| CR    | Neeraj Chopra | Índia         | 86.48 m   | Bydgoszcz | 23 de julho de 2016 |
| WU20L | Artur Felfner | Ucrânia       | 78.41 m   | Tallinn   | 17 de julho de 2021 |

## Medalhistas
| Ouro              | Prata               | Bronze                   |
| Janne Läspä (FIN) | Artur Felfner (UKR) | Chinecherem Nnamdi (NGR) |

## Cronograma
Todos os horários são locais (UTC+3). 
| Data         | Hora  | Evento         |
| ------------ | ----- | -------------- |
| 18 de agosto | 16:14 | Qualificação A |
| 18 de agosto | 17:05 | Qualificação B |
| 20 de agosto | 14:20 | Final          |

## Resultados

### Qualificação
Qualificação: 73,00 m (Q) ou pelo menos melhor 12 qualificado (q) 
| Posição | Grupo | Atleta                     | Nacionalidade | Tentativas | Tentativas | Tentativas | Marca | Notas           |
| Posição | Grupo | Atleta                     | Nacionalidade | 1          | 2          | 3          | Marca | Notas           |
| ------- | ----- | -------------------------- | ------------- | ---------- | ---------- | ---------- | ----- | --------------- |
| 1       | A     | Chinecherem Nnamdi         | Nigéria       | x          | 69.39      | 78.02      | 78.02 | Q, NU20R        |
| 2       | B     | Artur Felfner              | Ucrânia       | 72.89      | 77.15      |            | 77.15 | Q               |
| 3       | B     | Janne Läspä                | Finlândia     | 69.88      | 77.10      |            | 77.10 | Q,              |
| 4       | A     | Filip Dominković           | Eslovênia     | 65.80      | 73.82      |            | 73.82 | Q,              |
| 5       | A     | Eryk Kołodziejczak         | Polónia       | 71.73      | 66.70      | x          | 71.73 | q               |
| 6       | A     | Kunwer Ajai Raj Singh Rana | Índia         | 70.69      | 71.05      | 70.48      | 71.05 | q               |
| 7       | B     | Jay Kumar                  | Índia         | 70.34      | 63.11      | 70.11      | 70.34 | q               |
| 8       | A     | Keyshawn Strachan          | Bahamas       | 68.11      | 68.85      | x          | 68.85 | q               |
| 9       | B     | Zander van der Merwe       | África do Sul | 68.56      | 65.13      | 63.40      | 68.56 | q               |
| 10      | B     | Lenny Brisseault           | França        | 68.39      | 65.67      | 66.62      | 68.39 | q               |
| 11      | B     | Marius Rudzevičius         | Lituânia      | 60.48      | x          | 67.51      | 67.51 | q               |
| 12      | A     | Onni Ruokangas             | Finlândia     | 67.15      | x          | 66.33      | 67.15 | q               |
| 13      | B     | Wilson Ldimaiye            | Quênia        | 62.24      | 66.71      | 59.16      | 66.71 | Recorde pessoal |
| 14      | B     | Giovanni Frattini          | Itália        | 65.53      | 66.52      | 63.81      | 66.52 |                 |
| 15      | A     | Michele Fina               | Itália        | 65.61      | x          | 63.89      | 65.61 |                 |
| 16      | A     | Armant van der Linden      | África do Sul | 59.24      | 63.02      | 64.39      | 64.39 |                 |
| 17      | B     | Oğuzhan Usta               | Turquia       | 62.20      | x          | 61.73      | 62.20 |                 |
| 18      | A     | Callan Saldutto            | Canadá        | 54.87      | x          | 58.41      | 58.41 |                 |

### Final
A prova final foi realizada no dia 20 de agosto às 14:19. 
| Posição           | Atleta                     | Nacionalidade | Tentativas | Tentativas | Tentativas | Tentativas | Tentativas | Tentativas | Marca | Notas |
| Posição           | Atleta                     | Nacionalidade | 1          | 2          | 3          | 4          | 5          | 6          | Marca | Notas |
| ----------------- | -------------------------- | ------------- | ---------- | ---------- | ---------- | ---------- | ---------- | ---------- | ----- | ----- |
| Medalha de ouro   | Janne Läspä                | Finlândia     | x          | 73.25      | 76.46      | –          | 74.03      | x          | 76.46 |       |
| Medalha de prata  | Artur Felfner              | Ucrânia       | 76.31      | x          | 73.49      | 76.32      | 74.21      | x          | 76.32 |       |
| Medalha de bronze | Chinecherem Nnamdi         | Nigéria       | 70.57      | 72.63      | 73.49      | 74.48      | 73.72      | 68.18      | 74.48 |       |
| 4                 | Eryk Kołodziejczak         | Polónia       | 70.09      | 72.06      | 70.72      | 71.79      | 74.06      | 73.23      | 74.06 |       |
| 5                 | Kunwer Ajai Raj Singh Rana | Índia         | 69.44      | 70.36      | 70.09      | 73.68      | 71.96      | x          | 73.68 |       |
| 6                 | Jay Kumar                  | Índia         | 67.60      | 69.02      | 70.28      | 69.41      | 65.16      | 70.74      | 70.74 |       |
| 7                 | Keyshawn Strachan          | Bahamas       | 64.97      | 70.30      | 68.35      | 70.00      | 69.45      | 68.21      | 70.30 |       |
| 8                 | Zander van der Merwe       | África do Sul | 63.28      | x          | 69.34      | 63.40      | 59.46      | 61.49      | 69.34 |       |
| 9                 | Lenny Brisseault           | França        | 64.79      | 65.85      | 68.37      |            |            |            | 68.37 |       |
| 10                | Marius Rudzevičius         | Lituânia      | 64.08      | 62.43      | 63.49      |            |            |            | 64.08 |       |
| 11                | Filip Dominković           | Eslovênia     | x          | x          | 64.03      |            |            |            | 64.03 |       |
| 12                | Onni Ruokangas             | Finlândia     | x          | x          | 63.42      |            |            |            | 63.42 |       |

Legenda
| Recorde mundial       | Recorde mundial (World record)               |                       | Recorde africano                      | Recorde africano (African) |                                           | Q | Classificado por posição (Qualified) |
| Recorde do campeonato | Recorde do campeonato (Championship record)  | Recorde da América    | Recorde da América (Americas)         | q                          | Classificado por melhor tempo (Qualified) |   |                                      |
| Melhor marca do ano   | Melhor marca do ano (World leading)          | Recorde asiático      | Recorde asiático (Asian)              | DNS                        | Não largou (Did not start)                |   |                                      |
| Recorde nacional      | Recorde nacional (National record)           | Recorde europeu       | Recorde europeu (European)            | DNF                        | Não terminou (Did not finish)             |   |                                      |
| Recorde pessoal       | Recorde pessoal do atleta (Personal best)    | Recorde da Oceania    | Recorde da Oceania (Oceania)          | DSQ / DQ                   | Desclassificado (Disqualified)            |   |                                      |
| Recorde da temporada  | Recorde da temporada do atleta (Season best) | Recorde sul-americano | Recorde sul-americano (South America) | NM                         | Sem marca (No mark)                       |   |                                      |